# Gumia
Gumia é uma vila no distrito de Bokaro, no estado indiano de Jharkhand.

## Geografia
Gumia está localizada a 23° 47′ N, 85° 49′ L. Tem uma altitude média de 238 metros (780 pés).

## Demografia
Segundo o censo de 2001, Gumia tinha uma população de 45 532 habitantes. Os indivíduos do sexo masculino constituem 53% da população e os do sexo feminino 47%. Gumia tem uma taxa de literacia de 64%, superior à média nacional de 59,5%: a literacia no sexo masculino é de 74% e no sexo feminino é de 52%. Em Gumia, 14% da população está abaixo dos 6 anos de idade.